# Rue Regnier-Poncelet
La rue Regnier-Poncelet est une artère du quartier Nord de la ville de Liège (Belgique) sur la rive gauche de la Meuse.

## Situation et description
Cette voie plate et rectiligne mesure environ 185 m, compte une quarantaine de maisons et immeubles et relie la rue Mathieu Laensbergh et le parc Saint-Léonard à la rue Maghin. Elle est parallèle à la rue Saint-Léonard et applique un sens unique de circulation automobile dans le sens Laensbergh-Maghin.

## Odonymie
La rue rend hommage à Jean-Henri Regnier-Poncelet (1800-1873), industriel liégeois dont l'usine métallurgique était située dans le quartier.

## Architecture
Au no 6, l'immeuble construit en retrait de la chaussée à la fin du XVIIIe siècle possède six travées et deux niveaux. Il est repris sur la liste du patrimoine immobilier classé de Liège.
 Patrimoine classé (1993, Maison (façade avant et toiture la surplombant), rue Regnier-Poncelet, n°6, no 62063-CLT-0143-01)
Le côté pair de la rue à partir du no 8 possède plusieurs maisons s'inspirant du style Art déco.

## Voiries adjacentes
- Parc Saint-Léonard
- Rue Mathieu Laensbergh
- Ruelle Rolans
- Rue Hennet
- Rue de l'Enclos
- Rue Maghin

### Sources et liens externes
- Claude Warzée, « Du prieuré Saint-Léonard à la fonderie de canons », sur Histoires de Liège, 14 février 2016 (consulté le 7 août 2023)
- « Saint-Léonard : L’histoire du quartier », sur saint-leonard.be (consulté le 10 janvier 2019)